# Berkeley DB
Pour les articles homonymes, voir BDB.
 (septembre 2012).
Si vous disposez d'ouvrages ou d'articles de référence ou si vous connaissez des sites web de qualité traitant du thème abordé ici, merci de compléter l'article en donnant les références utiles à sa vérifiabilité et en les liant à la section « Notes et références ».
Berkeley DB (BDB) est un moteur de base de données. Il est utilisé dans de nombreux environnements, sous Unix, GNU/Linux, Microsoft Windows et dans des systèmes embarqués.

## Histoire
Depuis la version 2.0, Berkeley DB est disponible sous deux licences, une libre, certifiée par l'OSI et une licence commerciale. Les versions précédentes étaient sous licence BSD.
Berkeley DB est développée par Sleepycat Software qui a été racheté en février 2006 par Oracle Corporation.

## Description
Elle se présente sous la forme d'une bibliothèque écrite en C et offrant une interface publique (API). Des connecteurs existent pour de très nombreux langages de programmation : C, C++, Java, Perl, Python, Tcl, etc.
La base n'est composée que d'enregistrements dont le format est librement déterminé par le programme appelant. Il n'y a pas de notion de table, et la base n'est pas interrogeable via un langage de manipulation de données comme SQL. Chaque enregistrement est composé d'une paire clé / valeur, la clé n'étant pas unique.

## Fonctionnalités
Ses principales fonctionnalités sont :
- la gestion des transactions ;
- la possibilité de verrouiller des enregistrements ;
- une gestion simplifiée des sauvegardes et de la réplication. On peut effectuer des sauvegardes « à chaud », c.-à-d. sans arrêter la base ;
- la gestion d'un système de cache mémoire interne ;
- elle supporte de grosses capacités de données (jusqu'à 4 Go par enregistrement et 256 To par base) ;
- les données peuvent être chiffrées (algorithme AES) ;
- support des transactions Xa.

La base de données est déclinée en trois versions :
- la version de base ;
- une version optimisée pour Java, utilisée par exemple par Sun dans certains de ses produits ;
- Berkeley DB XML, une surcouche ajoutant des nombreuses fonctionnalités XML comme le support de XML Query.

## Applications utilisant BDB
- OpenLDAP, un serveur LDAP libre
- Subversion, un système de gestion de versions
- RPM
- Asterisk
- Citadel/UX (en), une suite collaborative pour le courrier électronique.
- Bitcoin Core (passage à LevelDB à partir de la version 0.8)